# Jörg Widmann
  Jörg Widmann    (Múnic, 19 de juny de 1973) és un compositor i clarinetista alemany.
Widmann va rebre les seves primeres lliçons de clarinet el 1980. Un any després es va convertir en estudiant de composició amb Kay Westermann, després amb Hans Werner Henze, Wilfried Hiller, Heiner Goebbels i Wolfgang Rihm. Va estudiar clarinet a la Universitat de Música de Múnic i a la "Juilliard School of Music" de Nova York. Després del diploma de màster el 1997 a Múnic, va continuar els seus estudis a l'Acadèmia de Música de Karlsruhe. Des del 2001 exerceix la docència de Dieter Klöcker com a professor de clarinet a la Universitat de Música de Friburg. Des del 2009 ha exercit un doble professorat de clarinet i composició a l'Institut de Nova Música de la Universitat de Música de Friburg.

## Treballs musicals
Jörg Widmann té el mateix èxit de clarinetista i de compositor. Com a solista, és convidat amb importants orquestres a Alemanya i a l'estranger i ha donat concerts amb directors com Christoph von Dohnányi, Sylvain Cambreling i Kent Nagano. Li han estat dedicats diversos concerts de clarinet i estrenats per ell: el 1999 va tocar la música per a clarinet i orquestra de Wolfgang Rihm com a part de la "musica viva" i el 2006 amb l'Orquestra Simfònica de la WDR Cantus d'Aribert Reimann.
En la seva obra compositiva Jörg Widmann es dedica a gèneres diferents. Per exemple, va dissenyar una trilogia per a grans orquestres sobre la projecció de formes vocals sobre instrumentació instrumental. Consta de les obres Lied (interpretades per primera vegada el 2003 i enregistrades en CD per l'Orquestra Simfònica de Bamberg amb Jonathan Nott), cor (interpretada per primera vegada el 2004 per l'Orquestra Simfònica Alemanya amb Kent Nagano) i Mass, que va ser interpretada el juny de 2005 per la Filarmònica de Múnic sota la direcció de Christian Thielemann ha estat estrenat. El 2007, Pierre Boulez i la Filharmònica de Viena van estrenar la seva obra orquestral Armonica. Els seus quartets de corda són centrals per a la música de cambra: el primer quartet de corda (1997), seguit del quartet de corals i el quartet de caça, que es va estrenar el 2003 pel quartet Arditti. L'any 2005, les estrenes mundials del IV Quartet de cordes i d'Experiment on the Fugue (V. Quartet de corda amb soprano) de Juliane Banse i el Quartet Artemis van completar la sèrie d'obres, que es pretén com un gran cicle de quartets.
Després de l'estrena mundial el 2012 a l'Opera estatal de Baviera, el 2019 es va representar una nova versió berlinesa de la seva òpera Babylon a l'òpera estatal de Berlín Unter den Linden sota la direcció d'Andreas Kriegenburg i la direcció musical de Christopher Ward.
Des de la temporada de concerts 2019/20, Jörg Widmann és compositor, director i clarinetista durant tres temporades "Artista en residència" amb l'Orquestra Simfònica de la WDR. També ocupa la "Càtedra del compositor Richard i Barbara Debs" al Carnegie Hall la temporada 2019/20.
L’any 2021 escriu l’obra 7 Capricci dedicada al quartet de saxòfons català Kebyart en motiu de la gira ECHO Rising Stars.